# Губино (Угранский район)
Губино — Деревня в Угранском районе Смоленской области России. Входит в состав Подсосонского сельского поселения. 
Расположена в юго-восточной части области в 27 км к северо-востоку от Угры, в 3 км южнее автодороги Р132 Вязьма — Калуга — Тула — Рязань, на берегу реки Сигоса. В 27 км западнее от деревни находится железнодорожная станция Дебрянский на линии Торжок-Брянск. 
В деревне родился Герой Советского Союза Василий Котлов.

## История
В годы Великой Отечественной войны деревня была оккупирована гитлеровскими войсками в октябре 1941 года, освобождена в марте 1943 года.